# Eisenbahnunfall von Kanpur

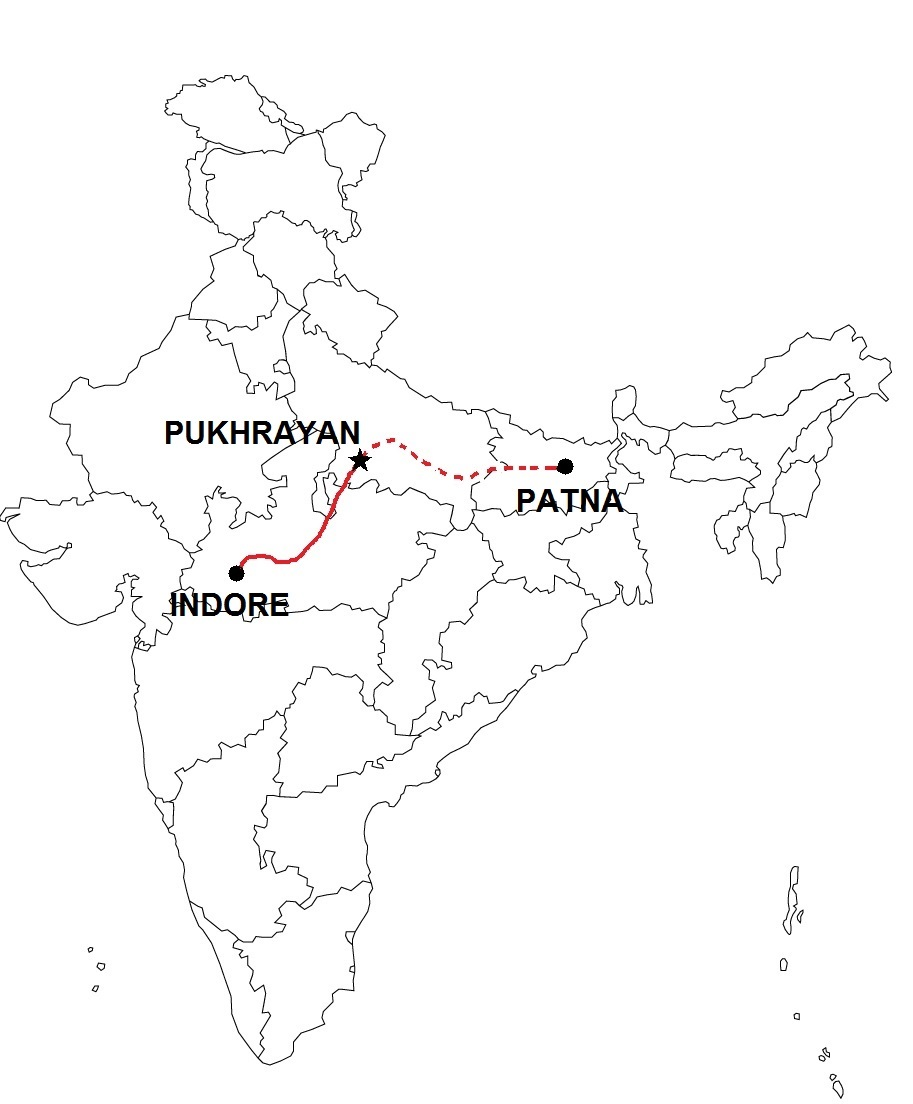
Streckenverlauf des Patna–Indore–Express

Bei dem Eisenbahnunfall von Kanpur entgleiste bei Pukhrayan, 65 Kilometer südwestlich von Kanpur, Uttar Pradesh, Indien, am 20. November 2016 der Indore–Patna-Express. Mindestens 150 Menschen kamen ums Leben.

## Unfallhergang
Der Zug 19321 der Indian Railways war von Indore nach Patna unterwegs. Da der Andrang von Reisenden in dieser Nacht besonders groß war, führte er einige zusätzliche Wagen mit, insgesamt 23. Bis zu 2.500 Fahrgäste befanden sich im Zug. Dieser war damit erheblich überbesetzt.
Gegen 3 Uhr morgens entgleisten mindestens 14 Wagen des Zuges auf freier Strecke bei hoher Geschwindigkeit. Die Fahrzeuge stürzten teilweise um und ein Teil verkeilte sich ineinander. Eine offizielle Ursache wurde zunächst nicht genannt; möglicherweise hat eine gebrochene Schiene den Unfall ausgelöst.

## Folgen
Mindestens 150 Menschen kamen ums Leben, über 150 weitere wurden verletzt, 78 von ihnen schwer.
Nach Angaben des Innenministeriums wurden die Rettungsmaßnahmen vorrangig durch die National Disaster Response Force, die der National Disaster Management Authority untersteht, durchgeführt.
Der indische Eisenbahnminister Suresh Prabhu kündigte eine umfassende Untersuchung des Unfalls an. Nach dem Unfall versprachen mehrere indische Politiker Entschädigungsleistungen. Neben der von Indian Railways zugesagten Entschädigung für die Familie jedes Verstorbenen und Schwerverletzten, versprach der indische Premierminister Narendra Modi weitere Hilfszahlungen. Der Chief Minister von Uttar Pradesh Akhilesh Yadav sagte daraufhin weitere Gelder, auch für die Leichtverletzten, zu. Auch der Chief Minister von Madhya Pradesh Shivraj Singh Chauhan folgte mit Zusagen.

## Weitere Ermittlungen
Im Januar 2017 wurde ein absichtlich beschädigtes Gleis entdeckt, bevor es zu einem Unfall kam. Drei Verdächtige wurden verhaftet, die auch eine Bombe auf den Gleisen in der Nähe von Ghorasahan platziert hatten und an anderen Zugentgleisungen beteiligt gewesen sein sollen. Sie gaben zu, für den pakistanischen Geheimdienst Inter-Services Intelligence zu arbeiten. Daten, die von einem Mobiltelefon eines der Verdächtigen sichergestellt wurden, deuteten darauf hin, dass sie unter anderem auch die Entgleisung des Indore–Patna-Express 2016 herbeigeführt hatten.